# راژوخریلیه کویچوسا
راژوخریلیه کویچوسامرو (زاده ۲۱ اکتبر ۱۹۴۱ – درگذشته ۲۰ اوت ۲۰۲۲) یک بوروکرات و موسیقی‌دان هندی متولد ناگالند بود. کویچوسا تا هنگام بازنشستگی در سال ۲۰۰۱ به عنوان رئیس اداری بسیاری از بخش‌ها مهم در ایالت خدمت کرد.

## اوایل زندگی
راژوخریلیه کویچوسا مرو در ۲۱ اکتبر ۱۹۴۱ در شهر تزپور استان آسام متولد شد.
پدر راژوخریلیه، کویچوسا آنگامی، آنگامی ناگا اهل خونوما و مادر او آلمانتانگی از تیره میزو از میزورام (هند) کنونی بود.

## حرفه
کویچوسا به عنوان یک مهندس کشاورزی آموزش دید و سپس به خدمات اداری هند (ای ای اس) معرفی شد و همچنین به عنوان معاون کمیسر بخض کوهیما خدمت کرد.
کویچوسا در پست‌های گوناگونی مثل رئیس قسمت کشاورزی، هنر و فرهنگ، بهداشت و رفاه خانواده و کار و مسکن به دولت ناگالند خدمت کرد.
کویچوسا در سال ۲۰۰۱ از خدمت بازنشسته شد. بعد از دوران بازنشستگی، او به عنوان رئیس کمیسیون خدمات عمومی ناگالند (ان پی اس سی) مشغول به کار شد.

### موسیقی
کویچوسا به عنوان یک نوازنده ویولن کلاسیک آموزش دیده بود و آهنگ‌های بسیاری، انجیلی و سکولار ساخته است. یک آلبوم موسیقی با نام کویچوسا:مجموعه تنیدی در ۱۷ نوامبر ۲۰۱۹ منتشر شد.

## زندگی شخصی

### خانواده
کویچوسا با اتل ازدواج کرده بود که حاصل این ازدواج ۶ فرزند و ۶ نتیجه بود.

## مرگ
کویچوسا در تاریخ ۲۰ اوت ۲۰۲۲ در سن ۸۰ سالگی در بیمارستان صهیون دیماپور درگذشت.